# Agnès Sorel
Agnès Sorel (n. 1422

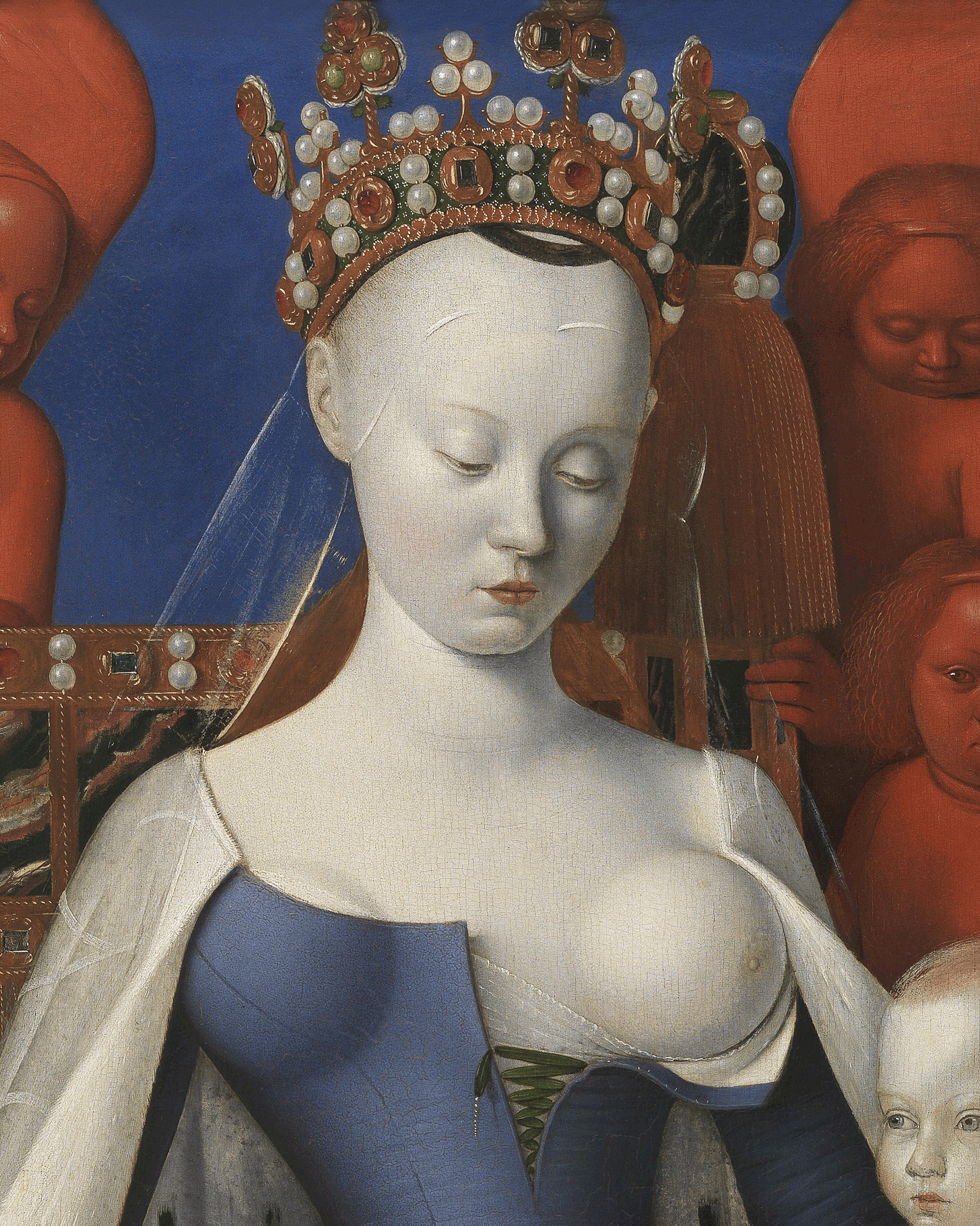
Agnès Sorel

 - d. 9 februarie 1450), a fost favorita regelui Carol al VII-lea al Franței.

## Viața la curte
Agnès și-a început viața la curtea lui René I de Neapole, ca doamnă de onoare a soției acestuia, Isabela, Ducesă de Lorena. Apoi Agnès a devenit doamnă de onoare a Mariei de Anjou, soția regelui Carol al VII-lea al Franței. Curând a devenit metresa acestuia. Regele i-a dăruit castelul Loches (unde a fost convins de Ioana d'Arc să fie încoronat rege al Franței) ca reședință a sa privată.

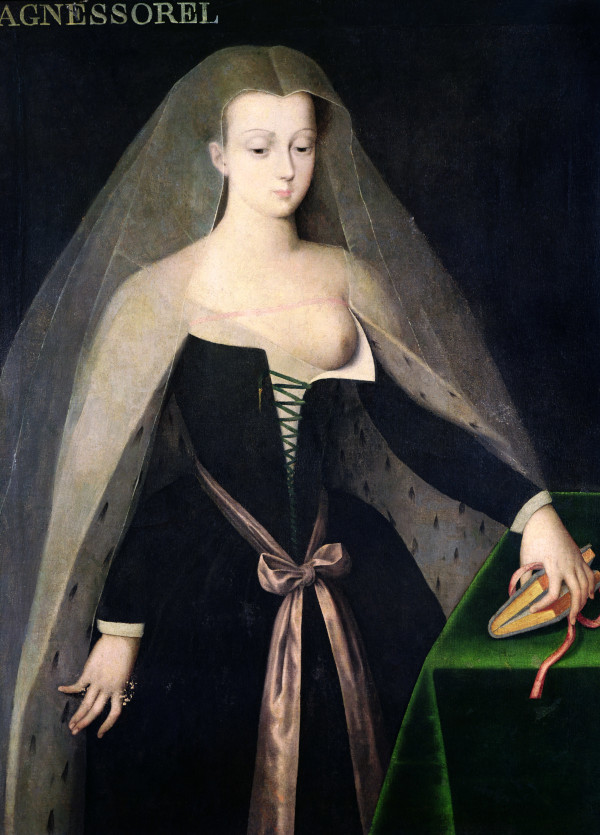
Agnès Sorel - portret din secolul al XVI-lea

A avut o influență foarte puternică asupra regelui, și, acest lucru plus gusturile ei extravagante, i-au adus o serie de inamici puternici la curte. Sorel va deveni prima metresă recunoscută oficial.
Agnès a născut trei fiice ale regelui Carol: Maria de Franța, Charlotte de Franța și Jeanne de Franța. (Fiul Charlottei s-a căsătorit cu Diane de Poitiers, ea însăși o celebră amantă). În timp ce era însărcinată cu al patrulea copil, ea a plecat la Chinon pentru a fi alături de Carol în campania din 1450. Acolo, ea s-a îmbolnăvit brusc și a murit la vârsta de 28 de ani. În timp ce oficial cauza decesului a fost dizenterie, oamenii de știință au concluzionat în zilele noastre că Agnès a murit otrăvită cu mercur.
Fiul lui Carol, viitorul rege Ludovic al XI-lea, era în conflict deschis cu tatăl său în ultimii patru ani. S-a speculat că el a otrăvit-o pe Agnès în scopul de a elimina ceea ce el considera ca fiind o influență nejustificată asupra regelui. De asemenea, s-a speculat că finanțatorul francez, nobilul și ministrul Jacques Coeur a otrăvit-o, deși această teorie este larg discreditată ca fiind o încercare de a-l elimina pe Coeur de la curtea franceză.
În 2005 rămășițele sale au fost exhumate și analizate de către omul de știință francez Philippe Charlier, care a stabilit drept cauză a decesului otrăvire cu mercur.  În acele vremuri însă mercurul era folosit uneori în preparate cosmetice sau în tratamente împotriva viermilor și acestea ar fi putut cauza decesul favoritei.
După moartea ei, verișoara ei Antoinette de Maignelais i-a luat locul ca metresă a regelui.